# Palača Ak Saraj
Palača Ak Saraj je porušena palača in zgodovinsko najdišče v Šahrisabzu v Uzbekistanu. Palača je bila zgrajena na začetku obdobja Timuridov, med letoma 1380 in 1404, pod vladavino Timur Lenka. Leta 2000 je bila palača vpisana na Unescov seznam svetovne dediščine pod naslovom Historic Centre of Shakhrisyabz.

## Zgodovina
Timur se je rodil blizu Keša, kot se je takrat imenoval Šahrisabz, in je želel mesto spremeniti v prestolnico svojega imperija namesto Samarkanda. Zato je tukaj dal zgraditi mogočno palačo. Gradnja palače se je začela leta 1380 in trajala 24 let, do leta 1404, tik pred Timurjevo smrtjo.
V 16. stoletju so Šahrisabz skupaj z palačo Ak-Saraj uničile sile Abdulaha kana II., kana Buhare. Po osamosvojitvi Uzbekistana so med letoma 1994 in 1998 potekala konservatorska dela. Na prvotnem mestu palače je bil na visokem podstavku postavljen kolosalen kip Timurja.

## Arhitektura
Ostanki palače Ak-Saraj ležijo severno od zgodovinskega središča Šahrisabza v parku blizu severnih vrat v mestnem obzidju. Predvsem pa so ohranjeni ostanki 38 m visokih pilonov nekdanjega portala, katerega obok je imel razpon 22 m. Fasada je okrašena z velikimi vzorci oker ter temno modrih in svetlo modrih glaziranih opek. Zvitek nosi napis »Bog podaljšaj sultanove dni.« Arkadno glavno dvorišče palače z vodnim bazenom je bilo široko 120–125 m in dolgo 240–250 m. Obdajale so ga stavbe, od katerih naj bi bila ena šestnadstropna. Število in velikost drugih stavb ni bilo mogoče določiti zaradi uničenja v 16. stoletju.